# جو بانجيي
جو بانجيي هو منتج أفلام وكاتب سيناريو ومخرج وممثل كندي، ولد في 1972 في كندا.

## أعمال

### أفلام
- (1999) بوشينج تين[4]
- (2008) العمى[5][6]
- (2010) المستردون[7]
- (2010) كتاب إيلاي[8][9][10]
- (2014) بومبي[11][12]
- (2015) غرفة
- (2017) قلعة الزجاج

## وصلات خارجية
- جو بانجيي على موقع IMDb (الإنجليزية)
- جو بانجيي على موقع ألو سيني (الفرنسية)
- جو بانجيي على موقع أول موفي (الإنجليزية)
- جو بانجيي على موقع قاعدة بيانات الأفلام السويدية (السويدية)
- جو بانجيي على موقع قاعدة بيانات الفيلم (الإنجليزية)
- جو بانجيي على موقع كينوبويسك (الروسية)